# Benno von Heineccius

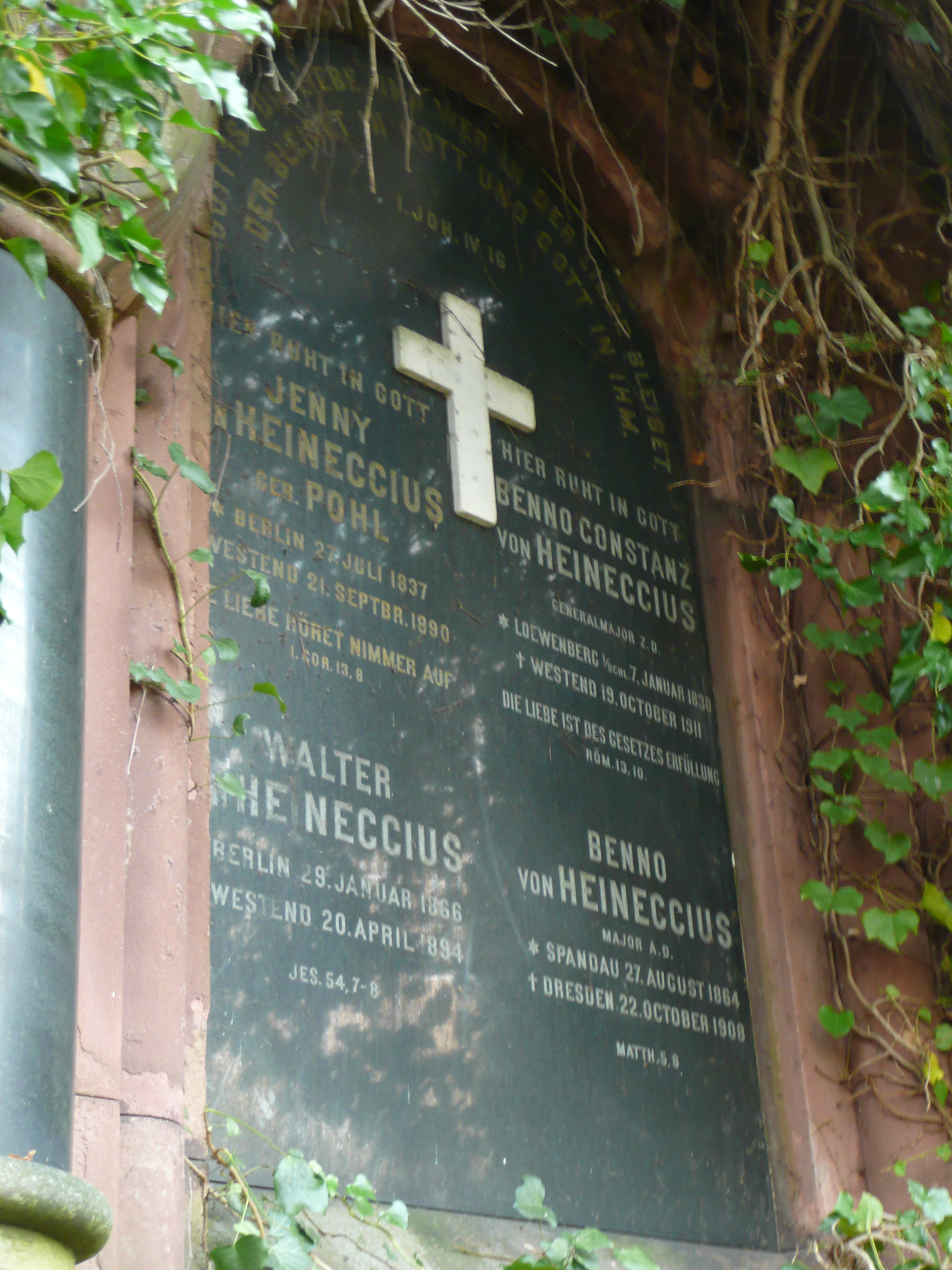
Begräbnistafel Benno Constanz von Heineccius und Familie am Luisenfriedhof II

Benno Konstanz Heineccius, seit 1866 von Heineccius, (* 7. Januar 1830 in Löwenberg, Provinz Schlesien; † 19. Oktober 1911 in Berlin-Westend) war ein preußischer Generalmajor.

## Leben

### Herkunft
Er stammte aus der briefadeligen Familie Heineccius und war der Sohn des 1866 durch König Wilhelm I. in den preußischen Adelsstand erhobenen Oberstleutnants Konstanz von Heineccius, Urenkel von Johann Gottlieb Heineccius. Seine Mutter war Mathilde Gräfin zu Herzberg, verwitwete Schippenbeil. Sein jüngerer Bruder Georg von Heineccius war ebenfalls preußischer Generalmajor.

### Militärkarriere
Wie viele seiner Familienmitglieder schlug er eine Militärkarriere in der Preußischen Armee ein. Am 22. April 1847 wurde er zum Offizier ernannt und am 16. August 1859 zum Hauptmann befördert. 1864 nahm er während des Krieges gegen Dänemark am Feldzug in Schleswig teil und führte die 2. Gardekompagnie. Er erhielt den Roten Adlerorden IV. Klasse mit Schwertern. Im weiteren Verlauf seiner Militärkarriere war Heineccius im 1. Garde-Feldartillerie-Regiment tätig. Zunächst noch als Oberstleutnant, ab 18. April 1878 als Oberst, war er Kommandeur des Großherzoglich Hessischen Feldartillerie-Regiments Nr. 25. Am 16. September 1879 wurde er in Genehmigung seines Abschiedsgesuches mit der gesetzlichen Pension zur Disposition gestellt. Anlässlich seiner Verabschiedung wurde Heineccius der Kronenorden II. Klasse mit Schwertern am Ringe verliehen. Später erhielt er noch den Charakter als Generalmajor.

### Familie
Heineccius heiratete am 14. Oktober 1854 die Berlinerin Jenny Pohl (1837–1890). Das Paar hatte mehrere Kinder:
- Jenny (1857–1885) ⚭ Eckart von Bonin (1854–1912), Mitglied des Deutschen Reichstags, Gutsherr
- Konstanz (1859–1936), preußischer General der Artillerie ⚭ Wanda Gräfin von Arco
- Karl (* 1861), preußischer Geheimer Regierungsrat
- Benno (1864–1908), preußischer Major ⚭ Grace Billing Pope (* 1869)
- Walter (1866–1894)
- Margarethe (* 1870) ⚭ Friedrich Karl von Foerster, preußischer Rittmeister